# Дубильные вещества
Дуби́льные вещества́, также дубящие вещества, дубители — группа разнообразных минеральных и органических веществ, применяемых в кожевенном производстве для специальной обработки кож и мехов, придающей им пластичность и прочность (дубление). Общее свойство дубильных веществ — способность к образованию прочных химических связей с функциональными группами в структуре белка обрабатываемого материала (голья или волоса), результатом чего является значительное изменение многих свойств материала: упругости, пористости, термостойкости, износостойкости, смачиваемости, устойчивости к действию гидролизующих реагентов, и других. Для дубильных веществ растительного происхождения различают сами вещества и содержащие их дубильные материалы — части дубильных растений или приготовленные из них экстракты.
Дуби́льные вещества́ растительного происхождения (например, из коры дуба) применяются в медицине как вяжущие средства. Обладают характерным вяжущим вкусом, применяются в пищевой промышленности; естественым образом содержатся в некоторых пищевых продуктах, например, в красном вине.

## Виды

### Минеральные
К минеральным дубильным веществам относят некоторые соединения хрома, циркония, алюминия, титана и других элементов. Большинство минеральных дубильных веществ — основные соли серной кислоты, для дубления их применяют в виде водных растворов. Дубящее действие этого класса веществ обусловлено способностью иона металла образовывать в водных растворах многоядерные гидроксокомплексы, участвующие в необратимом связывании молекул белка.
Наиболее распространены хромовое дубление — дубление комплексными соединениями хрома, и дубление гидроксокомплексами циркония. При комбинированных методах дубления, применение на первом этапе хромового дубления (т. н. хромирование), повышает термостойкость и износостойкость кожи, а также обеспечивает высокую проницаемость материала, что позволяет значительно ускорить второй этап — дубление органическими дубителями. Дубление соединениями циркония, помимо обычного дубящего эффекта, придает коже белый цвет.

### Органические
Органические дубильные вещества подразделяют на синтетические, растительные и животные.
Как отдельная категория дубителей могут рассматриваться т. н. искусственные дубильные вещества, которые являются побочными продуктами производств, перерабатывающих органическое сырьё. Пример этого вида веществ — сульфитцеллюлозные экстракты, получаемые из отходов переработки целлюлозы, их действующим веществом являются лигносульфоновые кислоты. Такие вещества могут как использоваться для дубления напрямую, так и служить после очистки и концентрации сырьем для получения высококачественных синтетических дубильных веществ
К дубильным веществам животного происхождения относятся высоконепредельные жирные кислоты различных рыб и морских животных (так называемые ворвани). Животные дубители могут использоваться при изготовлении замши.

#### Синтетические
Синтетические дубящие вещества, называемые также синтанами, представляют собой многоядерные органические соединения.
Синтаны прозводят из различных органических соединений: из фенола и его производных ароматических углеводородов, из формалина, нафтолов, сульфонов, мочевины и др.
Среди синтанов — олигомерные продукты конденсации азотсодержащих соединений (карбамида, меламина, и др.) с альдегидами, и такие реакционноспособные органические соединения, как оксазолидины, изоцианаты и непосредственно альдегиды (глутаровый, глиоксалевый, формальдегид).
Наиболее простые синтаны — формальдегид и хиноны.
В кожевенном производстве выделяют вспомогательные синтаны, которые применяют в небольших количествах при комбинированных методах дубления; заменители растительных дубителей, которые применяют самостоятельно или в смеси с растительными; и синтаны специального назначения, которые применяют для дубления с одновременной окраской, отбеливанием, и другими дополнительными эффектами. Использование синтетических дубителей позволяет уменьшить потребность в ценном растительном сырье (например, в дубовой древесине), расширить ассортимент и свойства дубителей, ускорить обработку кожи. Применение синтанов в промышленности увеличивается со временем.

#### Растительные
К растительным дубильным веществам относят таннины (танины), в русскоязычной литературе они также именуются танниды. Это группа фенольных соединений с молекулярной массой 500-3000, с большим количеством гидроксильных групп, благодаря которым они могут образовывать прочные химические связи с функциональными группами белков.
Ранее название танин было закреплено за дубильной кислотой.
Таннины содержатся в различных частях многих растений, обычно их получают экстрагированием из измельчённой растительной массы при помощи воды или слабого раствора сернисто-кислых соединений. Таннины, полученные из различных видов растений, отличаются химическим составом и свойствами. В твёрдом виде танниды обычно представляют собой водорастворимые аморфные вещества.
Таннины делятся на 3 класса:
1. гидролизуемые — образованные многоатомным спиртом, например, глюкозой, у которого гидроксильные группы частично или полностью этерифицированы галловой кислотой или родственными соединениями; таннины этой группы легко гидролизуется кислотами и основаниями с образованием углеводов и фенолкарбоновых кислот; при пиролизе образуют пирогаллол[5].
2. конденсированные — образованные конденсацией фенольных соединений, например катехинов, таннины этой группы представляют собой производные флаванолов, под действием кислот и оснований они не гидролизуются, а образуют нерастворимые, часто окрашенные в красный цвет полимеры; при пиролизе образуют пирокатехин[5].
3. смешанные

Заметное содержание дубильных веществ свойственно множеству растений. В разных дубильных растениях (дуб, ивовые, черника, чайное дерево, ревень, шалфей, виноград) они содержатся в разных частях — в коре, древесине, корнях, листях, плодах; в наиболее ценных видах дубильных растений содержание таннинов доходит до 20 %.
Часть из таннинов является нормальным продуктом жизнедеятельности растений (физиологические дубильные вещества), они участвуют в создании опорных тканей растения, подавляют рост патогенных микроорганизмов, защищают растения от насекомых-вредителей и от поедания животными. Высокое содержание дубильных веществ в каких-либо частях растения обычно проявляется жёсткостью, низкой питательной ценностью, низким содержанием воды.
Другие таннины (патологические дубильные вещества) содержатся в патологических образованиях-наростах (галлах, т. н. «чернильных орешках») на листьях и других органах некоторых видов дуба и сумаха (см. дубильные материалы).
В России основным сырьем для получения растительных дубильных веществ служат древесина дуба, кора ивы, ели и лиственницы.
Растворы таннинов могут быть использованы для дубления любых видов кожи (иногда шубной овчины), как самостоятельно, или в комбинации с другими дубителями. Используются также в медицине в качестве вяжущих средств, а также кровоостанавливающих; они образуют с белками нерастворимые альбуминаты, уменьшая воспаление кожи, слизистых оболочек и пищеварительного тракта; водный раствор таннинов при нанесении на обожжённую кожу связывает ядовитые белковые продукты распада тканей и способствует заживлению ожога; таннины могут связывать в организме бактериальные токсины, а также ядовитые соли тяжелых металлов (ртути, свинца, серебра). В пищевой промышленности растительные дубящие вещества используются для придания напиткам терпкого и вяжущего вкуса, и в качестве красителей.
Содержащиеся в плодах хурмы, граната, айвы, ягодах тернослива таннины придают им характерный терпко-вяжущий вкус. Содержащиеся в винограде дубильные вещества участвуют в создании цвета, букета и типа вина, придают вину вяжущий вкус; поскольку содержание таких веществ в кожице, семенах и гребнях значительно выше, чем в мякоти ягод, высокое содержание таннинов отличает красные вина. Присутствуют они и в листьях чая.
К растительным дубителям могут причисляться также лигносульфонаты, получаемые при обработке целлюлозы. Лигносульфонатным дубителям свойственна хорошая проникающая способность, они используются при предварительной обработке материала перед дублением.

## История изучения
Несмотря на то, что дубители были известны издавна, действующие вещества широко используемых дубильных составов были открыты только в XVIII веке. Галловая кислота была открыта Карлом Шееле в 1786 году в вытяжках из чернильных орешков, дубильная кислота (танин) была впервые получена Николя Дейе и независимо Сегеном в 1797 году, однако и к началу XX века они были недостаточно исследованными, и не только химический состав и строение почти всех их оставались невыясненными, но даже и эмпирический состав очень многих из них разными исследователями определялся различно. Объясняется это, с одной стороны, тем, что, будучи в большинстве веществами, не способными кристаллизоваться, они с большим трудом получались в чистом виде, а с другой сторон — их низкой стойкостью и легкою изменяемостью.
Ввиду неизвестности строения не было возможности построить классификацию дубильных веществ, и дубильные вещества были выделены в группу по совокупности общих признаков, а не по химическому составу и свойствам.
В 1912 году, после решения трудной задачи очищения танинов, Эмиль Фишер и Карл Фройденберг показали, что структура танина соответствует ангидриду галловой кислоты.
В 1962 году Тони Свейн и Эдгар Чарлз Бейт-Смитт, основавшие группу по изучению фенольных растительных веществ, которая позже стала Европейским фитохимическим обществом, дали такое определение танинам: класс вяжущих, ароматических, полифенольных, безазотистых соединений с большим количеством гидроксильных групп и с молекулярной массой от 500 до более 3000 (г/моль), которые способны создавать прочные связи с белками, полисахаридами и другими биополимерами, в том числе целлюлозой, пектиновыми веществами, аминокислотами, алкалоидами.
в 2013 году группа французских учёных установила, что синтез таннинов в растениях происходит в органеллах, получивших название танносомы.

## В религии
Именно наличие дубильных веществ в ветках вербы (ивы), принесенной после освящения в церкви и поставленной в воду, делает воду «святой» — они препятствуют размножению бактерий и вода долгое время не тухнет.